# Agylla subvoluta
Agylla subvoluta är en fjärilsart som beskrevs av William Schaus 1905. Agylla subvoluta ingår i släktet Agylla och familjen björnspinnare. Inga underarter finns listade i Catalogue of Life.